# Bolbaffer namibiensis
Bolbaffer namibiensis is een keversoort uit de familie cognackevers (Bolboceratidae). De wetenschappelijke naam van de soort werd in 2001 gepubliceerd door Gussmann & Scholtz.